# ذا اسباي إن بلاك
ذا اسباي إن بلاك (بالإنجليزية:The Spy in Black) يترجم حرفياً: الجاسوس الغامِض، هي فيلم سينمائي بريطاني عرضت في الصالات السينمائية سنة 1939م، وهي من نشر كولومبيا بيكتشرز الأمريكية، من بطولة كونراد فايت وفاليرى هوبسون، وتتحدث الفيلم عن مؤامرة داخل الغواصة في فترة الحرب العالمية الأولى سنة 1917م.